# Robert Guéï
Robert Guéï (Kabakouma, 16 maart 1941 - Abidjan, 19 september 2002) was de president van Ivoorkust van 24 december 1999 tot 26 oktober 2000.
Na een militaire carrière onder de verschillende machthebbers werd Guéï in 1997 ontslagen. Na een coup kwam hij op 24 december 1999 aan de macht. Na de verkiezingen op 22 oktober 2000 weigerde Guéï de macht af te staan wat leidde tot een revolutie die Laurent Gbagbo aan de macht bracht. Guéï vluchtte naar Gouessesso, in de buurt van de Liberiaanse grens. Na een mislukte coup op Gbagbo (2002), die wel leidde tot een Ivoriaanse burgeroorlog, kwam Guéï in die eerste woelige uren op 19 september 2002 onder verdachte omstandigheden om het leven, net zoals zijn vrouw, enkele familieleden en Émile Boga Doudou. Zijn lichaam werd bewaard in een mortuarium tot aan zijn begrafenis op 18 augustus 2006, bijna vier jaar later.